# إدوارد ميلر (سياسي)
إدوارد ميلر (بالإنجليزية: Edward Tylor Miller)‏ (و. 1895 – 1968 م) هو سياسي، ومحامي، وقاضي، وReferee in Bankruptcy ‏ أمريكي، كان عضوًا في الحزب الجمهوري، توفي في ايستون، عن عمر يناهز 73 عاماً.

## مناصب
تولى منصب قاضي (1934–1938)
- عضو مجلس النواب الأمريكي

.

## التعليم
تعلم في جامعة ييل (حتى 1916)، وتعلم في جامعة جورج واشنطن، وتعلم في Sidwell Friends School ‏.

## الخدمة العسكرية
خدم في القوات البرية للولايات المتحدة (1942–1946)، وخدم في القوات البرية للولايات المتحدة (14 مايو 1917–8 أغسطس 1919).